# The Thorn Birds
The Thorn Birds (título original de 1977 conocido en Hispanoamérica como El pájaro canta hasta morir o Amor entre espinas y en España como El pájaro espino) es una novela de drama y romance, de la escritora australiana Colleen McCullough.
Con 33 millones de ejemplares vendidos, es la obra literaria australiana más exitosa de la historia.
En 1983 fue adaptada como miniserie de televisión y durante su transmisión se convirtió en la segunda miniserie de mayor audiencia de los Estados Unidos tras Raíces; ambas fueron producidas por el veterano de la televisión David L. Wolper. La miniserie tiene como elenco a Richard Chamberlain, Rachel Ward, Barbara Stanwyck, Christopher Plummer y Jean Simmons, entre otros.

## Argumento
La trama entera transcurre casi toda en Drogheda, una hacienda ficticia de grandes dimensiones situada en Australia, en el estado de Nueva Gales del Sur; allí se crían abundantes rebaños de ovejas. 
La historia se desarrolla en el periodo de 1915 a 1969, y al principio está enfocada en la familia Cleary y su líder, para luego centrarse en la tormentosa relación que se entabla desde su niñez entre la joven y apasionada Meggy Cleary, hija menor de la familia, y el apuesto, intenso y ambicioso sacerdote Ralph de Bricassart.
La autora del relato tuvo un hermano, Karl, que se ahogó a la edad de 25 años mientras rescataba a unas personas en Malia, en la isla de Creta. Este acontecimiento quedó reflejado en la muerte de Dane, uno de los personajes de la historia.

## Estructura
La novela está dividida en siete títulos y estos a su vez en diecinueve capítulos que abarcan una historia comprendida entre los años 1911 y 1969, en distintas ubicaciones de Nueva Zelanda, Australia, Italia, Inglaterra y Grecia (Creta).